# (4711) Kathy
(4711) Kathy es un asteroide perteneciente al cinturón de asteroides, descubierto el 31 de mayo de 1989 por Henry E. Holt desde el Observatorio del Monte Palomar, Estados Unidos.

## Designación y nombre
Designado provisionalmente como 1989 KD. Fue nombrado Kathy en homenaje a 
"Kathleen Garnette Moeller" hija del descubridor.

## Características orbitales
Kathy está situado a una distancia media del Sol de 2,381 ua, pudiendo alejarse hasta 2,995 ua y acercarse hasta 1,767 ua. Su excentricidad es 0,257 y la inclinación orbital 10,23 grados. Emplea 1342 días en completar una órbita alrededor del Sol.

## Características físicas
La magnitud absoluta de Kathy es 12,5. Tiene 8,156 km de diámetro y su albedo se estima en 0,35. Está asignado al tipo espectral S según la clasificación SMASSII.